# Hartmut Vierk
Hartmut Vierk (* 11. Februar 1959) ist ein deutscher Tischtennisspieler. Er war viermal DDR-Meister.

## Werdegang
Vierk spielte Anfang der 1970er Jahre bei Motor Finsterwalde und in den 1980er Jahren beim Verein BSG Automation Cottbus. 1986 wechselte er zu WBK Erfurt. Zusammen mit Diethelm Bessert gewann er vier Mal die DDR-Meisterschaft im Doppel, nämlich 1985, 1986, 1987 und 1990. Zwei Mal erreichte er im Einzel das Endspiel, das er 1985 gegen Andreas Mühlfeld und 1988 gegen Uwe Lindenlaub verlor.
Nach der Wende spielte er mit ESV Lok Cottbus in der Oberliga. 1999 schloss er sich dem Oberligisten Blau-Weiß Petershagen an. 2006 wechselte er zu TSG Lübben. Seit 2010 spielt er mit dem TTC Empor Herzberg in der Verbandsliga.